# Акташ-Ауховская мечеть
Акташ-Ауховская мечеть — построенная в XIX веке одна из четырёх старинных мечетей селения Акташ-Аух.. Мечеть находилась на улице Магомедова, напротив здания администрации. Мечеть указана в переписи 1890 года.

## История
«После депортации чеченцев в 1944 году все четыре мечети в селе были выведены из религиозного оборота: в них разместили склады, хозяйственные помещения, магазины. Снесенная мечеть долгие годы использовалась как хозмаг, находилась на балансе колхоза, а после распада СССР была выкуплена жителем села — представителем аварского сообщества».
После возвращения чеченцев имам и жители попросили у нового владельца вернуть здание мечети, заявив, что оно было построено их предками. Чеченцы выразили готовность компенсировать расходы. Однако, аварская сторона запретила владельцу возвращать мечеть.
На прилегающий участок, принадлежащий администрации района, чеченцам также не удалось восстановить право собственности. Участок был выставлен на аукцион и продан тому же человеку. На нем позже были построены медресе и новая мечеть.
«Старая мечеть была снесена ночью с 7 на 8 мая 2025 года, несмотря на достигнутую накануне договоренность, что никаких работ не будет вестись до окончательного решения муфтията. Комиссия с участием представителей муфтията и полпредства республики 7 мая вынесла устное предписание сохранить объект до уточнения его статуса. Однако уже утром 8 мая на месте мечети осталась ровная площадка».
Мечеть использовалась по назначению, но в ней молились только аварцы, в то время как чеченцы ходили в другую квартальную мечеть ниже по той же улице. Она также была выведена из религиозного оборота, разобрана, но впоследствии восстановлена чеченцами после возвращения с высылки.
Решение о сносе мечети было принято в узком кругу, без согласования с чеченским населением. Первые признаки демонтажа появились за две недели до сноса, когда жители заметили разбор одного из углов. Тогда им сообщили, что идет пристройка, и никто не говорил о сносе.
Строительство новой мечети началось в 2023 году. Чеченцы не посещали ее, считая, что сперва должна быть возвращена прежняя.